# Mortierella humilis
Mortierella humilis är en svampart som beskrevs av Linnem. ex W. Gams 1977. Mortierella humilis ingår i släktet Mortierella och familjen Mortierellaceae.   Inga underarter finns listade i Catalogue of Life.